# Neturei Karta

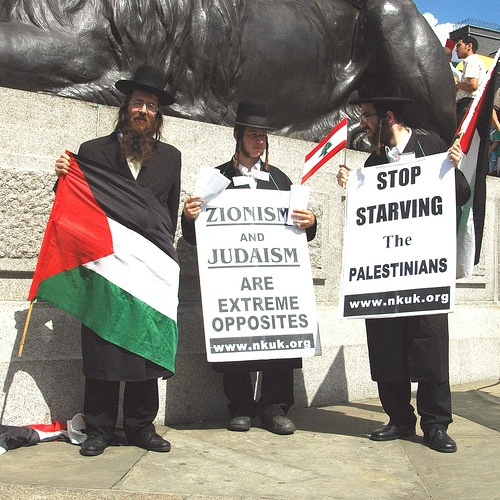

Neturei Karta este o parte din diaspora evreiască formată din evrei ortodocși antisioniști. Majoritatea grupului trăiește la New York și o mică grupă la Ierusalim.
Rabinii ortodocși din mișcarea iudaică Neturei Karta au pus anatema pe sioniști. Rabinul Yisroel Weiss din Jews United Against Zionism a declarat într-un interviu acordat chiar Fox News-ului, că:
- ...transforming Judaism from spirituality, a religion, into materialism a nationalistic goal to have a piece of land, all the rabbinical authorities said this is antithetical with what Judaism is all about – expressly forbidden by the Torah because we are in exile by God.

"(despre) transformarea Iudaismului din spiritualitate, dintr-o religie, în materialism, cu scopul naționalist de a deține o bucățică de pământ, toate autoritățile rabinice au zis că aceasta este în antiteză cu tot ceea ce reprezintă iudaismul - și este în mod explicit interzis de Tora pentru că noi (evreii) suntem în exil din poruncă dumnezeiască"